# Wiertuszka

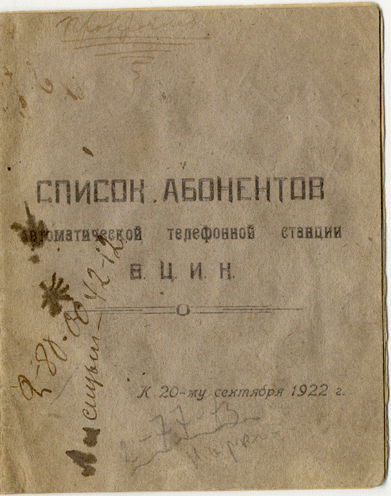
Okładka książki telefonicznej centrali Kremla z 1922 r.

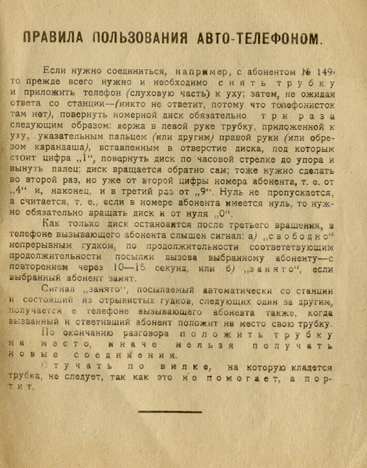
Przepisy użytkowania centrali kremlowskiej

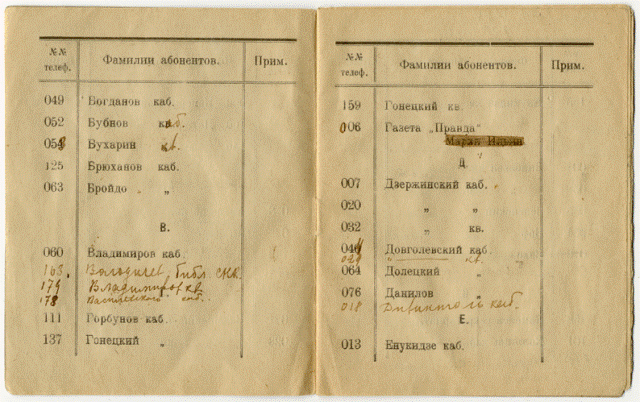
Strona z numerem Feliksa Dzierżyńskiego z 1922 r.

Wiertuszka (вертушка) – nazwa telefonu w sieci rządowej w ZSRR, którą obsługiwał Komitet Bezpieczeństwa Państwowego. Powstała w 1918 na osobiste polecenie W. Lenina. Inna nazwa tego rodzaju telefonów – kremlówka (кремлевка). Początkowo ich numery były trzycyfrowe, obecnie czterocyfrowe, zaś spoza sieci siedmiocyfrowe – 296-- – - - .
Przy automatyzacji moskiewskiej sieci telefonicznej włączono tę wydzieloną sieć nadając jej symbol K-6, a następnie 296. Do tej sieci były podłączone telefony Kremla, Komitetu Centralnego i Komitetu Miejskiego Komunistycznej Partii Związku Radzieckiego, Ludowego Komitetu Spraw Wewnętrznych ZSRR i Ludowego Komitetu Spraw Zagranicznego ZSRR. Wraz z powiększaniem się liczby nomenklaturowych aparatów i ich sieci tworzono nowe numery kierunkowe: Kreml i Łubianka (KGB i MSW ZSRR) – 224, MSZ ZSRR – 244. Sławny numer 296 pozostawiono KC i KM KPZR, jak przyjęto określać od ich adresu – Staremu Placowi (Старой площадью).